# Beroe campana
Beroe campana är en kammanetart som beskrevs av Komai 1918. Beroe campana ingår i släktet Beroe, och familjen Beroidae. Inga underarter finns listade i Catalogue of Life.